# BET Humanitarian Award
Der BET Humanitarian Award wird jährlich im Rahmen der von Black Entertainment Television vergebenen BET Awards vergeben. Er richtet sich an schwarze Personen, die sich sozial engagieren. Geehrt werden sowohl Personen, die in die Kategorien des BET fallen, also Musiker, Schauspieler und Sportler, als auch Personen, die sich für Bürgerrechte engagieren oder auf anderer Weise sozial engagiert sind. So wurde bei den BET Awards 2018 beispielsweise Mamoudou Gassama ausgezeichnet, der ein Kleinkind vom Balkon eines vierstöckigen Hochhauses rettete und als „Spiderman von Paris“ bekannt wurde.
2020 wurde Beyoncé der Award von Michelle Obama verliehen. Beyoncé nutzte ihre Dankesrede, um auf die Proteste im Anschluss an die Tötung von George Floyd aufmerksam zu machen, und widmete den Preis allen Aktivisten, die sich gegen ein rassistisches System stellen. Außerdem rief sie zur Wahl auf.
Der Award wurde bei der zweiten Ausgabe der BET Awards 2002 erstmals vergeben. 2021 und 2022 wurde der Award ausgesetzt.

## Preisträger
- 2002: Muhammad Ali
- 2003: Earvin „Magic“ Johnson
- 2004: Danny Glover
- 2005: Denzel Washington und Pauletta Washington
- 2006: Harry Belafonte
- 2007: Don Cheadle
- 2008: Quincy Jones
- 2009: Alicia Keys und Wyclef Jean
- 2010: John Legend
- 2011: Steve Harvey
- 2012: Rev. Al Sharpton
- 2013: Dwyane Wade
- 2014: Myrlie Evers-Williams
- 2015: Tom Joyner
- 2016: Jesse Williams
- 2017: Chance the Rapper
- 2018: Naomi Wadler, Mamoudou Gassama, Justin Blackman, Shaun King, Anthony Borges und James Shaw Jr.
- 2019: Nipsey Hussle
- 2020: Beyoncé[3]